# LTC Winterthur

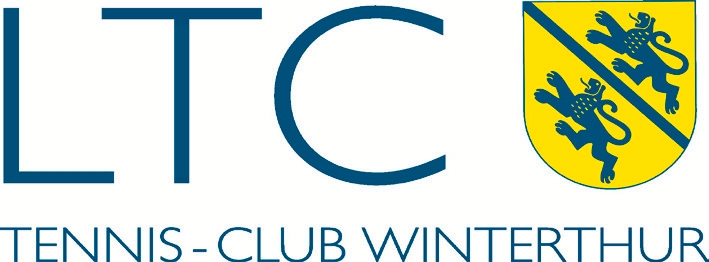
Logo LTC Winterthur mit Stadtwappen in abgewandelter Farbgebung

Der LTC Winterthur ist ein 1905 gegründeter Tennisclub aus Winterthur in der Schweiz.

## Geschichte
Der LTC Winterthur wurde 1905 gegründet und hatte zu dieser Zeit zwei verschiedene Tennisplätze. Das LTC steht für Lawn Tennis Club (englisch für Rasentennisclub), dies obwohl der Verein selber über keinen Rasenplatz verfügt. Der eine Platz war beim Barockhäuschen, das heute im Stadtpark steht, und der andere Platz lag an der Bahnstrasse am heutigen Standort des Bezirksgebäudes.
1925 konnte man die Tennisanlage «Römerpark» an der Pflanzschulstrasse im Gastrecht benutzen, in der man heute noch ist. Die Anlage wurde vom Winterthurer Kunstmäzen Oskar Reinhart gestiftet und von den Architekten Rittmeyer/Furrer (Clubhaus) und Otto Froebels Erben (Gartenanlage) erbaut. 1966 ging die Tennisanlage in einer Schenkung an die Volkart-Stiftung über. 1997 übernahm der Club selbst ein Drittel der Anlage, und 2006 kaufte man auch die restlichen zwei Drittel der Anlage von der Volkart-Stiftung. Der LTC Winterthur stellte 2006 noch NLA- und NLB-Interclub-Teams bei den Damen, musste diese jedoch aus finanziellen Gründen zurückziehen.
In den letzten Jahren organisierte der Verein mehrfach NLA-Interclub-Finalrundenturniere im Römerpark. 2015 bestreitet der Verein die Interclubmeisterschaften in der 1. Liga bei den Herren respektive in der 2. Liga bei den Damen.

## Erfolge
- 1974: Leonardo Manta/Evagreth Emmenegger: Mixed-Schweizermeister
- 2002–2006: NLA-Interclub-Team bei den Damen